# Põlula
Koordinaten: 59° 19′ N, 26° 37′ O
Põlula (deutsch Poll) ist ein Dorf (estnisch küla) in der estnischen Landgemeinde Rägavere (Raggafer) im Kreis Lääne-Viru (West-Wierland).

## Lage und Geschichte
Das Dorf liegt circa 15 Kilometer von Rakvere (Wesenberg) entfernt am Fluss Kunda (estnisch Kunda jõgi). Es hat 85 Einwohner (Stand 2000).
Põlula wurde 1241 als Pøllula erstmals erwähnt.

## Fischzucht
Bekannt ist Põlula heute für seine ichthyologische Zuchtanstalt. Die einzige staatliche Einrichtung ihrer Art in Estland dient im Rahmen des Natur- und Umweltschutzes der Bestandssicherung gefährdeter Arten in estnischen Flüssen. Schwerpunkt bildet die Aufzucht von Jung-Lachsen.

## Persönlichkeiten
Põlula war der Geburtsort des deutsch-estnischen Orgelbauers Gustav Normann (1821–1893). Aus Põlula stammte auch die deutschbaltische Schriftstellerin Ursula Zoege von Manteuffel (1850–1910, später Ursula Trebra-Lindenau).
Einen Besuch in Põlula kurz vor dem Ende der russischen Herrschaft in Estland beschrieb die deutschbaltische Lyrikerin Oda Schaefer (1900–1988) in ihren Lebenserinnerungen. Diese Geschichte inspirierte ihren Großneffen, den deutschen Regisseur Chris Kraus, zu dem Film Poll, der 2011 in die deutschen Kinos kam.

## Gut Põlula
Das Rittergut Põlula wurde erstmals 1489 urkundlich erwähnt. Zu Beginn des 18. Jahrhunderts gehörte es Henning Friedrich von Bassewitz (1680–1749), dem engsten Berater des holsteinischen Herzogs Karl Friedrich (1700–1739). Der Herzogssohn Karl Peter Ulrich war Thronprätendent sowohl der schwedischen als auch der russischen Krone. Graf Bassewitz war Mitglied der Estländischen Ritterschaft.
1765 ging das Gut in das Eigentum der Adelsfamilie von Zoege über. 1823/24 und 1827–1830 lebte in Põlula der Maler Wilhelm von Kügelgen (1802–1867), dessen Mutter Eigentümerin des Gutes war. Ab 1853 gehörte es der Familie Stackelberg, bevor es zehn Jahre später auf die Familie v. Krause überging.
Mit der estnischen Landreform wurde der letzte deutschbaltische Privateigentümer, Wilhelm Hermann von Krause, enteignet. In der Zwischenkriegszeit schenkte der estnische Staat das Anwesen dem Politiker Oskar Köster (1890–1941?).
Das zwei- und teilweise dreigeschossige Gebäude aus Holz und Stein wurde in unterschiedlichen Etappen errichtet. Das ursprüngliche Haupthaus aus Holz war im barocken Stil mit einem zentralen Mantelschornstein erbaut. Die steinernen Anbauten im Stil des Historismus hinter dem Haupthaus stammen aus den 1880er Jahren. Dahinter befand sich eine große Schnapsbrennerei aus dem Jahr 1870. Sie ist heute nur noch als Ruine erhalten.
Seit 1947 befindet sich in dem Herrenhaus eine (Grund-)Schule.